# Schatzfund von Isola Rizza

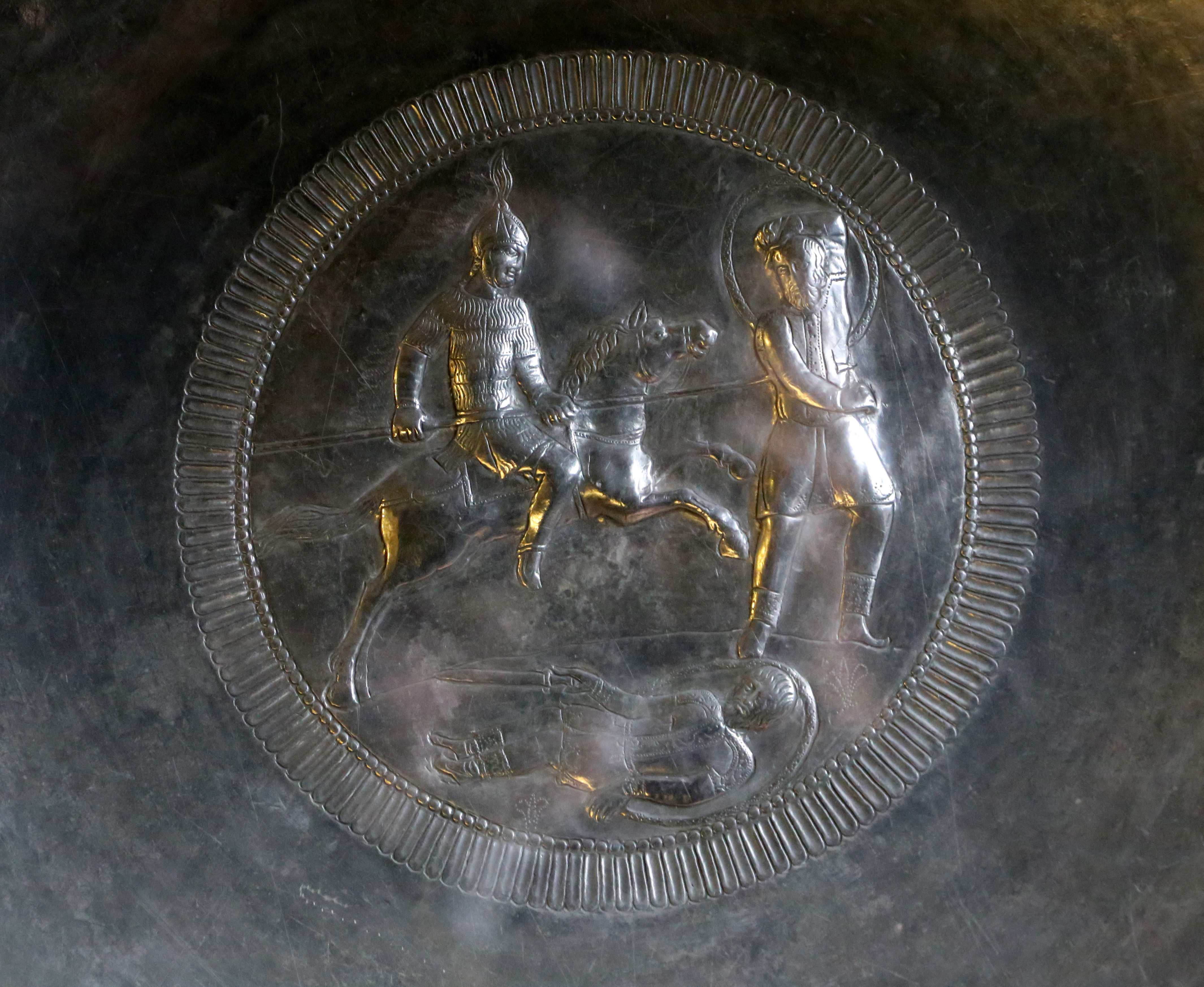
Boden der Silberschale von Isola Rizza

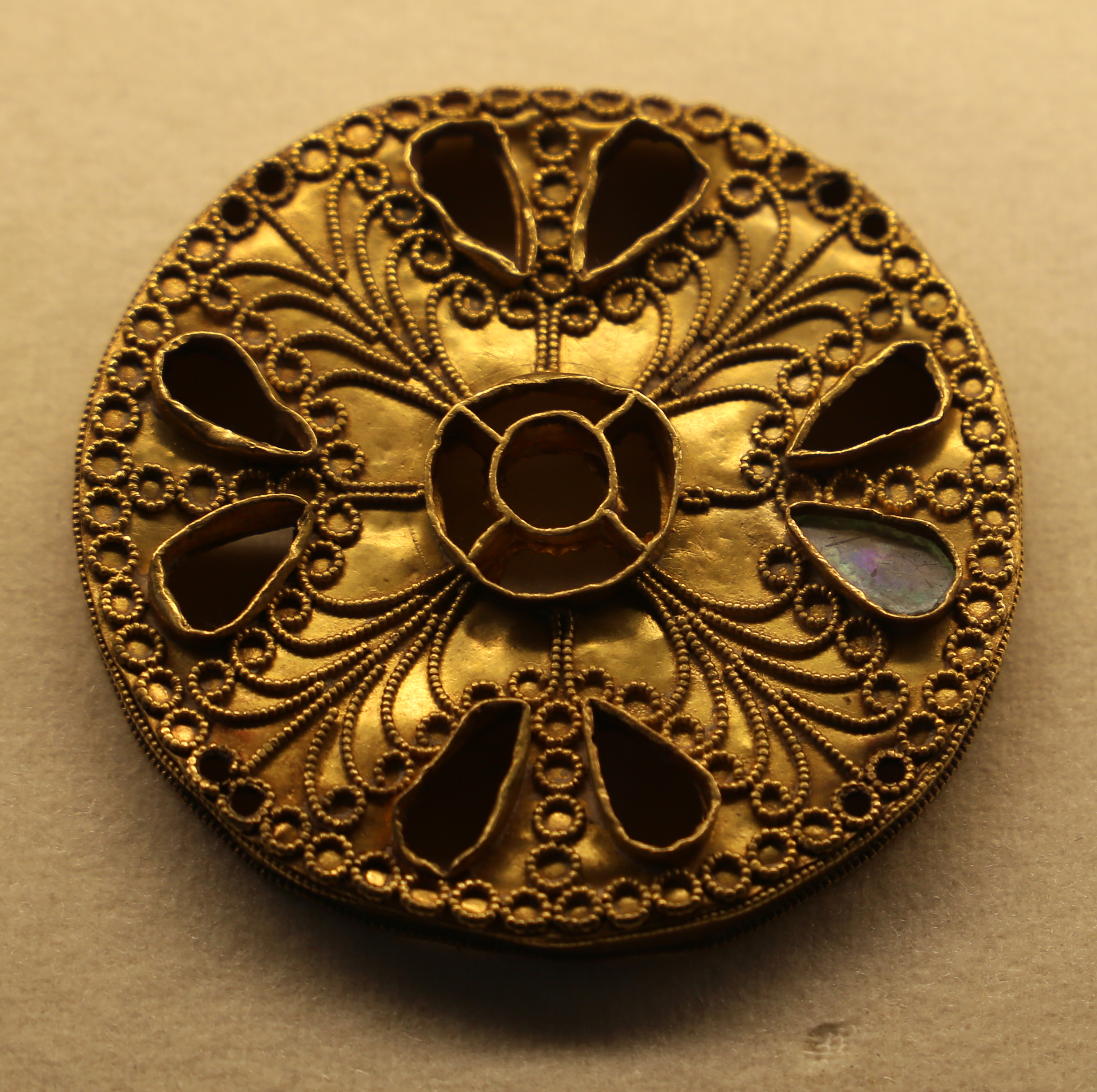
Scheibenfibel

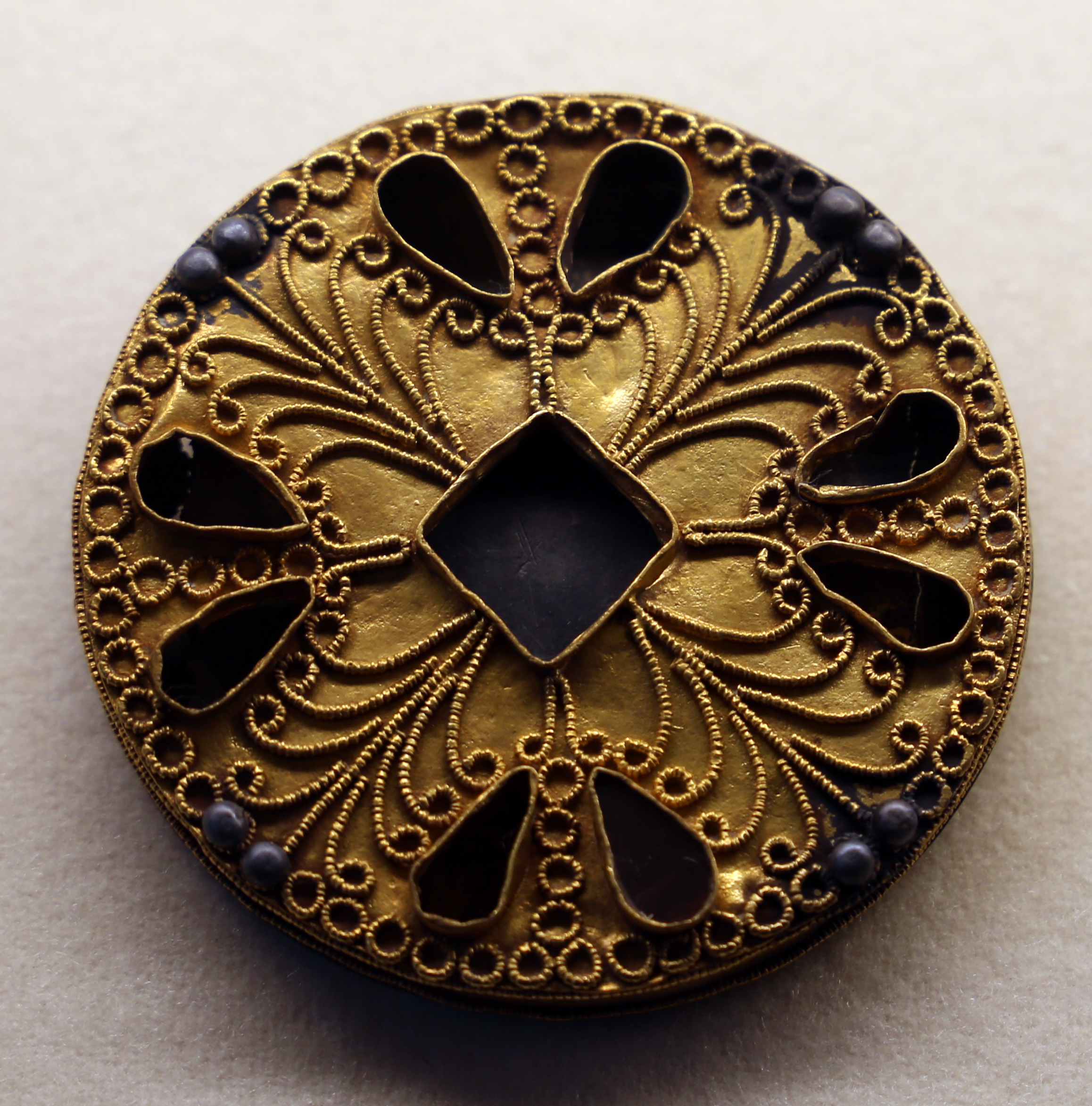
Scheibenfibel

Beim Schatzfund von Isola Rizza handelt es sich um einen Depotfund aus Oberitalien, der wohl um 560 beim namensgebenden Ort zwischen Verona und Legnago vergraben wurde. Seine dreizehn Bestandteile, insbesondere eine Silberschale mit einem Durchmesser von 45 Zentimetern, führten seit ihrer Entdeckung im Jahr 1872 weit über ein Jahrhundert lang zu Debatten um die Frage der Einordnung als „langobardisch“. Die Schale mit drei Kriegerdarstellungen und die übrigen Artefakte entstanden, wie Margherita Bolla 1999 klären konnte, um 500. Doch dauerte lange, bis sich ihre Erkenntnisse durchsetzten, stattdessen erschien die Schale noch Jahrzehnte später als Werk von Langobarden.
Zu den dreizehn Stücken, aus denen der kleine Schatzfund besteht, zählen neben der Silberschale sechs Löffel aus demselben Material, dazu zwei Scheibenfibeln aus Silber und Gold (Zwiebelknopffibeln, verziert mit Palmettendekor in Filigrantechnik mit Edelsteinen, die zum Teil abhandengekommen sind), ein Gürtelhaken (in dieser Form zwischen 450 und 550 in Mode) und drei Beschläge aus reinstem Gold.

## Fundgeschichte
Die Artefakte wurden am 28. Februar 1872 von einem Bauern (einem colone) entdeckt, und zwar, wie sich jüngst aus zeitnahen Dokumenten ergab, in der unmittelbaren Nähe des Gebiets zwischen der Strada provinciale 45a (im Süden von Isola Rizza) und der Strada Ormeolo (die ostwärts nach Roverchiara führt). Da es sich um dortige Grundstücke der Pfarrei handelte, ließ sich aus dem österreichischen Kataster der Fundort näher eingrenzen. Als wahrscheinlichster Fundort unter den Parzellen ließ sich dabei die Parzelle 743 links der Via Ormeolo ermitteln. Dort könnten Untersuchungen zu weiteren Präzisierungen der Fundumstände beitragen. Entsprechend dem Fundort auf dem Grund der Pfarrei erhielt der Pfarrer Antonio Gallinetti bald Kenntnis. Dieser setzte wiederum einen der Begründer der Archäologie Veronas, Luigi Bennassuti, in Kenntnis. Es sind dessen frühe Veröffentlichungen und Briefe, die eine Rekonstruktion der Vorgänge gestatten, wie sie 2023 erfolgte.
Im April 1874 erwarb die Kommune Verona den Schatz, um ihn im seinerzeitigen Sitz des Museums, nämlich im Palazzo Pompei auszustellen. Dies hing wiederum damit zusammen, dass Verona sich seit Jahren auf seine erste Ausstellung zur Vorgeschichte vorbereitete, was fieberhafte Suchaktivitäten ausgelöst hatte. Es scheint, als hätte der Finder seinen Schatzfund einige Tage lang nicht mitgeteilt, denn vielfach wurde nach materiell Wertvollem gesucht, weniger nach Dingen von historischem Wert. Doch in diesem Fall war der Wert als Fund von nationaler Bedeutung bald sehr viel höher, als der bloße Edelmetallwert, zumal man auf ausländische Kaufinteressenten zählen konnte.
1928 gelangte der Schatz in das Museo di Castelvecchio. Während des Zweiten Weltkriegs ging eine der Fibeln, nämlich diejenige aus Gold, verloren. Von ihr blieben nur eine Fotografie sowie die Angabe, sie habe 182 Gramm gewogen.
Die zeitliche Einordnung, die Frage also, wann die 13 Stücke vergraben wurden, führte zu weitreichenden Spekulationen. Nicht hilfreich war die Datierung der Grabstätten, die aus ganz anderen Epochen stammten. Vielleicht sollte das Verstecken des kleinen Schatzes in der Nähe sehr viel älterer Grabstätten Plünderer abschrecken. In Frage kam als Zeitpunkt der Einzug der Langobarden in Italien ab 568, aber auch der Gotenkrieg in den Jahrzehnten davor. Eine frühe Datierung erfolgte vor allem anhand eines Vergleiches mit der verschollenen Schale von Perugia, die in die Zeit nach 565 bis 578 angesetzt wurde. Die Tatsache, dass sich in beiden Fällen Grabstätten fanden, die allerdings, wie sich später herausstellte, in Isola Rizza zeitlich nicht mit dem Depotfund in Zusammenhang stehen konnten, schien die These zu festigen, dass es sich um Langobarden handelte.

## Die Silberschale

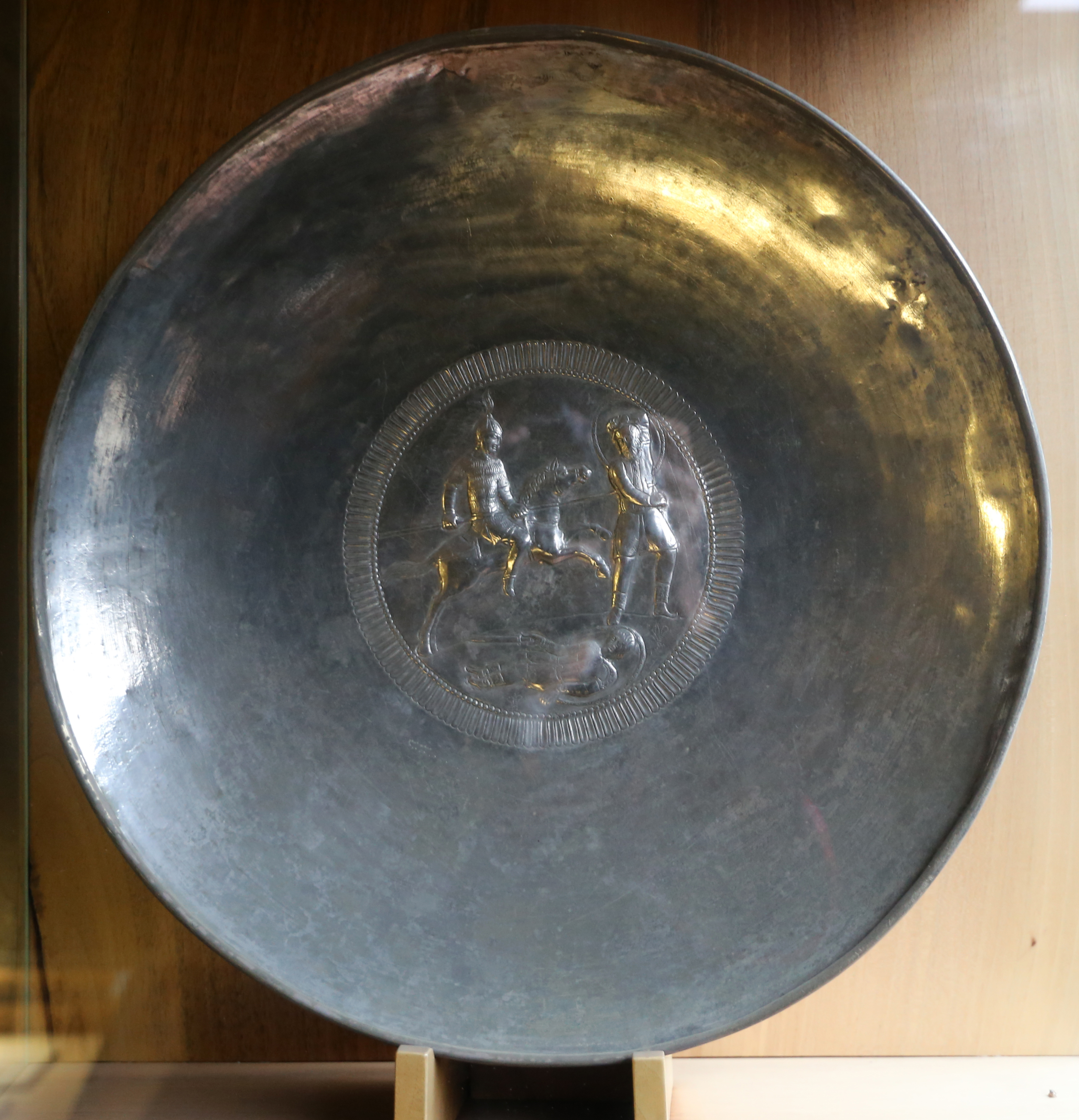
Gesamtansicht der Schale

Die zwischen 6 und 6,5 cm hohe Servierschale war gehämmert; sie wies am Fuß einen Durchmesser von 14,8, am oberen Rand von 40,5 cm auf. Die relativ flache Schale wurde auf eine Matrize gegossen, die danach auf einer Drehbank nachbearbeitet wurde. Der Rand wurde schließlich einwärts gebogen. Eine weitere Bearbeitung erfolgte in Form von gepunzten zusätzlichen Details. Der angeschweißte ringförmige Fuß weist Metallabriebspuren auf, die wohl von verlorenen Objekten stammen, auf denen das Stück immer wieder abgestellt wurde. 
Die bildliche Darstellung auf dem Boden der Schale weist erhebliche Gebrauchsspuren auf, die für eine jahrzehntelange Nutzung sprechen. Bei Entdeckung der Schale bestand sie, einschließlich der später eingetretenen Verluste, aus 297 g Gold und 2.150 g Silber. Damit zählte sie zu den mittelaufwendigen Geschirren.
Am Rand der Schale fand sich ein Ring, der jedoch erst anlässlich einer Ausstellung im Jahr 1903 angeschweißt worden war, um das Objekt an einer Wand hängend ausstellen zu können. Ohne diesen Ring, der im Zuge der Restaurierung Ende des 20. Jahrhunderts entfernt wurde, wog die Schale noch immer 1920 g. Von dieser verunstalteten Form (Margherita Bolla nannte dieses Vorgehen einen „brutale intervento“, einen ‚brutalen Eingriff‘) wurden über hundert Jahre lang zahlreiche Kopien erstellt, die nunmehr gleichfalls diesen rätselhaften Ring aufweisen, der wiederum zu einer Reihe von Deutungen einlud. So wurde das aufwendige Küchengerät zu einem bloßen Zier- oder Votivgefäß umgedeutet, das angefertigt worden wäre, um an einer Wand aufgehängt zu werden. Dem widersprechen jedoch die erheblichen Abnutzungsspuren in der Schale, die so an einer Wand kaum entstanden wären. Die Schweißnaht am Ring weist zudem genauso auf eine Anbringung um 1900 hin, wie ihre Zusammensetzung aus weniger reinem Material.

## Obsolete Deutungen, Datierungsversuche
Im Mittelpunkt der Debatte, die fast sogleich nach der Entdeckung begann, stand die Darstellung dreier kämpfender Männer, deren Kleidung und Bewaffnung recht genau erkennbar sind, wobei einer von ihnen zu Pferde kämpfte und einen der anderen Männer mit einer Lanze durchbohrte. Bernardino Biondelli deutete die abgebildeten Männer als barbarische Krieger, von denen der Berittene seiner Auffassung nach Theoderich der Große war. Damit wäre das Stück zwischen dem Ende des 5. Jahrhunderts und 526 zu datieren, dem Todesjahr Theoderichs.
Nach Giovanni Battista de Rossi hingegen, der im selben Jahr einen Beitrag veröffentlichte, handelte es sich um ein Geschenk des oströmischen Kaisers an einen der Armeekommandanten unter Belisar oder Narses, das von einem Langobarden gestohlen worden wäre. Er sah in einem der Männer einen Kataphrakten, die Arbeit wäre demnach um 535 oder in den 550er Jahren entstanden.
Paolo Lino Zovatto datierte das Gefäß 1964 hingegen in die Mitte des 4. Jahrhunderts, und zwar ausschließlich aufgrund von Stilvergleichen.
Otto von Hessen brachte 1968 die im Museum verteilten Stücke wieder zusammen und datierte die Schale auf das späte 6. bis frühe 7. Jahrhundert. In seinen Augen war die Arbeit „ohne Zweifel langobardisch“. Seine Datierung basierte auf dem erkennbaren Spangenhelm und dem Lamellenpanzer. Er sah darin den Kampf eines Langobarden gegen zwei andere Barbaren. Allerdings erkannte er, dass es sich bei dem „tesoretto“ um das Opus einer byzantinischen Werkstatt handeln musste. Wilfried Menghin schrieb 1985, der Krieger trage typisch langobardische Tracht.
Anlässlich der 1990 gezeigten Ausstellung I Longobardi datierte Mario Brozzi den Schatzfund in die Mitte des 6. Jahrhunderts, vielleicht deponiert angesichts der langobardischen Eroberung von Verona im Jahr 569.

## Datierung in die Zeit um 500
1997 wurden neue Untersuchungen möglich, als die Objekte restauriert werden sollten. Dabei gelang es Margherita Bolla durch Vergleiche mit datierten Stücken sowie durch Eingrenzung der Zeiträume für bestimmte Gestaltungsmoden, etwa bei den Löffeln (genauer den drei cochlearia mit Greifenmotiv am Übergang zwischen Stil und Laffe, ebenso wie den ligulae), die Entstehungszeit kurz vor 500 nachzuweisen. So ließ sich belegen, dass die Inschriften in derlei cochlearia im 4. Jahrhundert verbreitet waren, jedoch schon im 5. Jahrhundert seltener wurden. Auch die drei anderen Löffel, die mit gerilltem Griff versehen waren, wurden im späten 6. Jahrhundert in dieser Form nicht mehr hergestellt. Damit konnten die Arbeiten nicht mehr als langobardisch eingeordnet werden. Ähnliches konnte Bolla für die Gürtelhaken ermitteln, denn diese waren nur zwischen 450 und 550 in Gebrauch, ebenso wie die Gürtelbeschläge.
Ähnliches gilt für die Schale, deren Darstellung sich in Analogie zu spätantiken Darstellungs- und Anordnungsprinzipien in ähnlichen Fällen des 4. und 5. Jahrhunderts ebenfalls findet. Auch waren die Lanzen der Langobarden deutlich kürzer, als der dargestellte Contus, der 4 bis 4,5 m lang sein konnte. Bolla nahm an, dass die Arbeit aus einer Werkstatt im Umkreis von Konstantinopel entstanden ist. Auch trugen die Barbaren nicht den für die neu ankommenden Langobarden typischen Mittelscheitel, wie ihn Paulus Diaconus in seiner Historia Langobardorum (IV, 22) nennt, ebenso wenig wie die vom selben Chronisten genannten weißen Beinwickel. Auch passen die großen, ovalen Schilde nicht zu den langobardischen, deutlich kleineren Rundschilden. Angesichts der Bildkomposition, wie sie die spätrömische Zeit kennzeichnete, konnte darüber hinaus eine langobardische Werkstatt auch aus kunsthistorischer Perspektive ausgeschlossen werden.
Bei der Restaurierung stellte sich heraus, dass bei einem „Grabraub“ oder durch die Ausgräber selbst Edelsteine und ein wenig Gold verschwunden waren. Einige Verluste lassen sich allerdings durch den sehr langen Gebrauch erklären, wohl über rund ein halbes Jahrhundert. So weist die Schale Oxidationsspuren auf, wie sie durch Säuren, etwa Zitronensäure, Reinigungsmittel, etwa Essigwasser, vielleicht aber auch durch eingedrungenes, säurehaltiges Regenwasser erklärbar wären. Allerdings weisen die übrigen Silberobjekte diese Art von Oxidationsspuren nicht auf, so dass letzteres als unwahrscheinlich gilt. Die drei Löffel mit den Gravuren auf der Innenseite „VTERE FELIX“ weisen, genauso wie die anderen drei Löffel, Kratzspuren von langjährigem Gebrauch auf, einer war nach der Ausgrabung repariert, die Spuren dieses Eingriffes sorgsam kaschiert worden.